# NORAD Tracks Santa

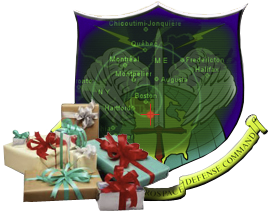
El emblema de NORAD Tracks Santa.

NORAD Tracks Santa (cuyo nombre español oficial en diciembre de 2010 fue La página de seguimiento de Papá Noel del NORAD y en diciembre de 2011 fue NORAD sigue a Papá Noel) es una programa anual navideño con temas de entretenimiento auspiciado por NORAD. Pretende seguir el viaje de Papá Noel a través del mundo en la Nochebuena, desde que deja el Polo Norte.

## Historia

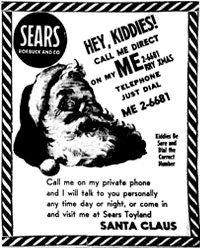
Anuncio de Sears de 1955, con el número de teléfono incorrecto del Papá Noel.

Según el sitio web oficial de NORAD, el programa NORAD Tracks Santa comenzó accidentalmente en el año 1955 a causa de un anuncio de la cadena de tiendas departamentales Sears en un periódico de Colorado Springs. El anuncio decía que los niños podían llamar por teléfono a Papá Noel e incluía un número para llamarle. Sin embargo, el número de teléfono impreso era incorrecto y las llamadas llegaban al Centro de Defensa Continental de Colorado Springs. El coronel Shoup, que estaba de guardia la noche del 24 de diciembre, le dijo a su personal que les dieran a los niños que llamaran la "ubicación actual" de Papá Noel. La tradición comenzó y se le dio continuidad por parte de la North American Aerospace Defense Command (Mando Norteamericano de Defensa Aeroespacial (NORAD), una organización militar conjunta de los Estados Unidos y Canadá), que remplazó al Centro de Defensa Continental.
NORAD cuenta cada año con voluntarios que hacen posible el funcionamiento del programa. Muchos voluntarios trabajan en las bases militares Cheyenne Mountain y Peterson de la Fuerza Aérea de Estados Unidos. Cada voluntario recibe cerca de 40 llamadas por hora, cada año se reciben cerca de 12 000 mensajes de correo electrónico y más de 70 000 llamadas de más de 200 países y territorios. La mayoría de estos se llevan a cabo en 24 horas, desde las 2 a. m. del 24 de diciembre hasta las 3 a. m. MST del 25 de diciembre. Se ha usado Google Analytics desde el 2007, para seguir el tráfico del sitio web. Como resultado de las estadísticas, los organizadores del programa saben cuántos voluntarios y la cantidad de equipaje que necesitan para la Nochebuena.
Hacia el 26 de diciembre de 2013, el programa NORAD Tracks Santa tenía 146 307 seguidores en Twitter y en su página de Facebook más de 1 450 000 fans.

## Sitio web

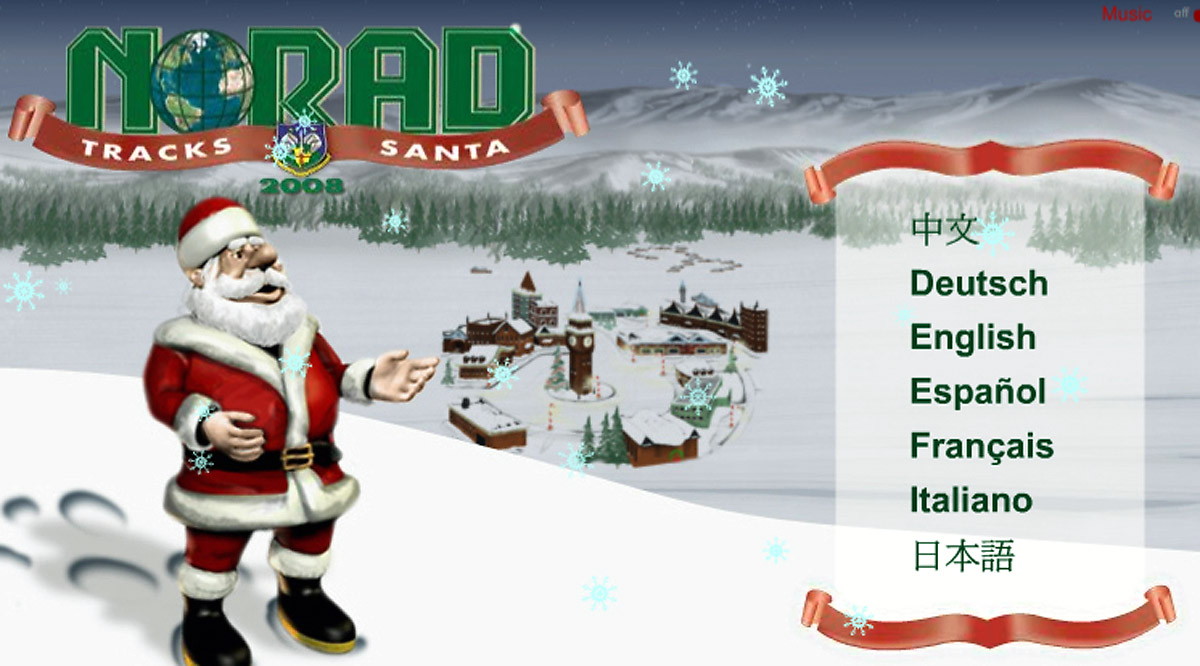
Portada del sitio web en diciembre de 2008.

El programa de NORAD Tracks Santa se ha dado a conocer por una variedad de medios. Desde los años 1950 hasta 1996, era por medio de una línea caliente telefónica, periódicos, radio y televisión. En la televisión estadounidense lo anuncian todavía en algunos cortes informativos cuando dan la información meteorológica.
Desde 1997, el programa ha tenido mucha publicidad debido a la presencia en Internet. Los teléfonos celulares y las redes sociales se han convertido en métodos populares de contacto y estos nuevos medios han ayudado a hacer crecer el programa. La plantilla del sitio web y su página han cambiado desde 1997 hasta el presente, debido al uso de nuevas tecnologías y nuevas herramientas.
En la víspera de Navidad, el programa NORAD Tracks Santa sube videos cada hora, cuando es medianoche en diferentes zonas. La "Santa Cam" muestra videos generados por computadora, mostrando a Papá Noel volando sobre lugares famosos. Cada video tiene voz, generalmente hecha por el equipo de NORAD, dando detalles del lugar mostrado. A veces se usan voces famosas. Para el video de Londres de "Santa Cam", se utilizó la voz del británico Jonathan Ross entre 2005 y 2007, el baterista de The Beatles, Ringo Starr, narró el video entre 2003 y 2004. En 2002, Aaron Carter puso su voz para 3 videos. Algunos de los lugares que se pueden ver gracias a la "Santa Cam" han cambiado tras los años. En 2009, se subieron 29 videos en total al sitio web. En los años anteriores fueron entre 24 a 26 videos.

## Publicidad

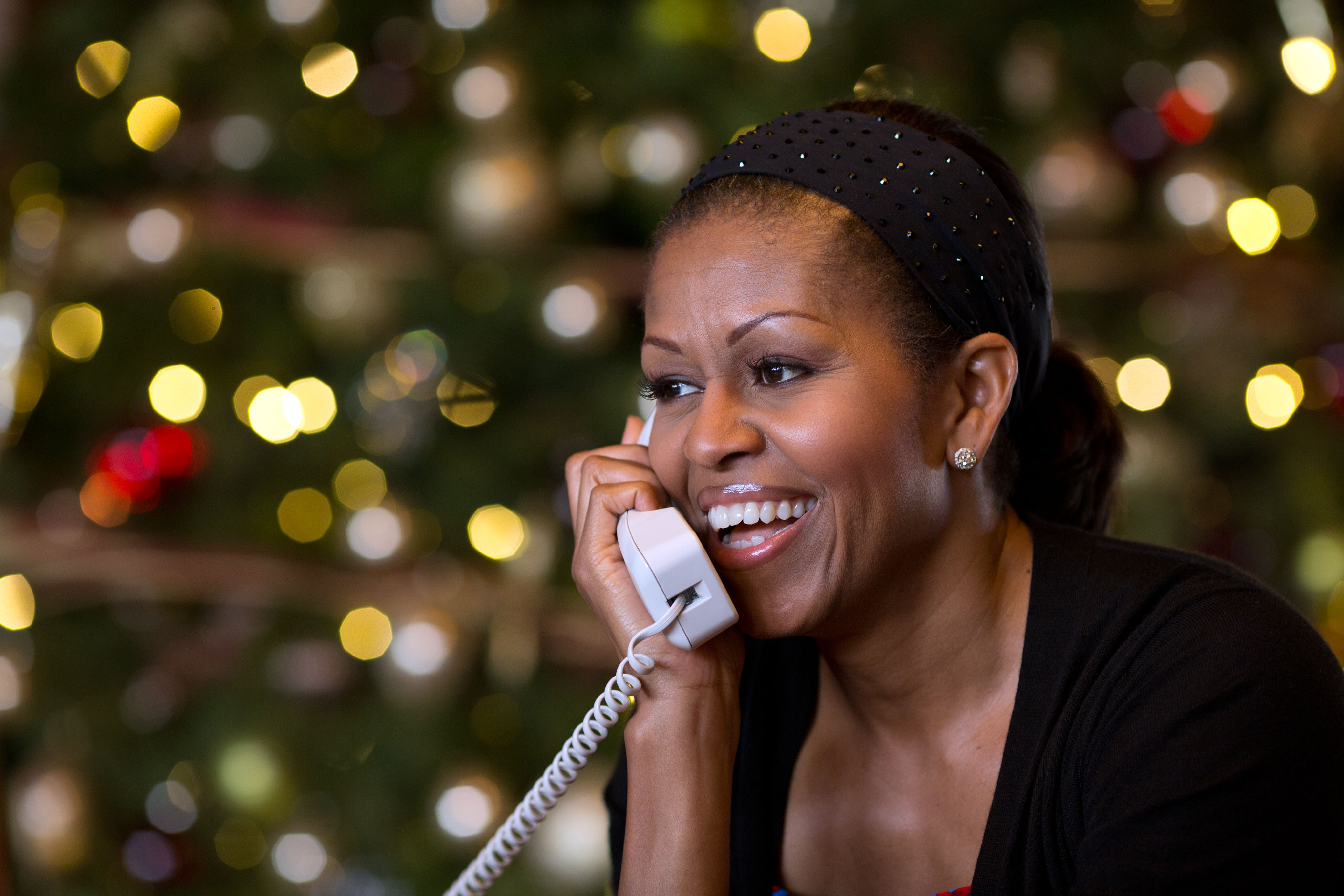
Michelle Obama recibe una llamada telefónica para NORAD Tracks Santa, el 24 de diciembre de 2012.

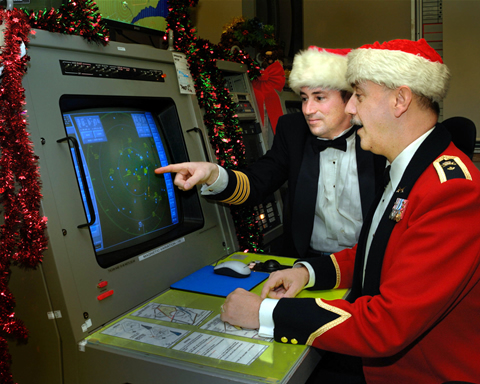
Imagen de publicidad que muestra a dos miembros de las Fuerzas Armadas Canadienses.

El programa es financiado por patrocinadores, no con dinero del Gobierno. Las unidades militares estadounidenses que proveen publicidad para el programa incluyen el Sector Noroeste de la Defensa Aérea de la Guardia Nacional Aérea de Nueva York y el Buró de Información de la Reserva Naval de la Armada de los Estados Unidos en Fort Carson, Colorado. Otras agencias federales, como la NASA y la Administración Nacional Oceánica y Atmosférica (NOAA), también proveen publicidad, así mismo las fuerzas armadas canadienses.
Michelle Obama, la primera dama de los Estados Unidos, participó en el programa entre 2009 y 2015 recibiendo algunas llamadas telefónicas de niños.